# Aloïs Van de Voorde
Aloïs baron Van de Voorde (Lochristi, 25 juli 1932) is een Belgisch doctor in de rechten en licentiaat politieke en sociale wetenschappen.  
Hij vervulde verschillende functies:
- kabinetschef van Mark Eyskens (als minister van Financiën, Economische Zaken en eerste minister);
- secretaris-generaal van het Ministerie van Financiën;
- regeringscommissaris bij overheidsbedrijven, onder andere de NMKN, de ASLK en de Federale Participatiemaatschappij;
- voorzitter van het Belgisch-Kongolees Fonds voor Delging en Beheer;
- ondervoorzitter van het Rode Kruis België-Vlaamse Gemeenschap;
- ondervoorzitter van het Belgisch Instituut voor Openbare Financiën;
- beheerder van de Gutt Stichting;
- lid van de algemene raad van de Vlerick Management School;
- lid van het bestuur van het Europacollege in Brugge;
- lid van de raad van bestuur van de Koninklijke Schenking;
- voorzitter van het Fonds Dieter (Koning Boudewijnstichting).

In 1998 werd hij opgenomen in de Belgische erfelijke adel, met de titel baron voor hem en al zijn afstammelingen. Zijn wapenspreuk luidt In Plicht en Trouw. 

## Publicaties
Hij publiceerde vooral over openbare financiën, onder andere
- De Penningmeesters van de Wetstraat (over de financieministers van 1831 tot 2005).
- De secretarissen-generaal van het Ministerie van Financiën van 1937 tot 2002. De overgang van secretaris-generaal naar voorzitter van het Directiecomité van de FOD-Financiën, in: Documentatieblad van het Ministerie van Financiën, nr. 6, 2004.
- Het beleid, heet profiel en de loopbaan van de ministers die Financiën bestuurden tijdens de periode sept. 1944 tot 2011, in Documentatieblad van het Ministerie van Financiën, nr. 4, 2011.
- Bijdragen in het Nationaal Biografisch Woordenboek (KVAB) over gewezen ministers van Financiën (Auguste Beernaert, Jean Van Houtte, André Vlerick, Dries Dequae, Gaston Geens) en hogere ambtenaren (Rodolphe Putman, Gaston Coppée, Jan Grauls, Marcel D'Haeze, Robert De Paepe) en bankiers (Fernand Nédée, Godelieve Van Poucke).
- "De mémoires van 4 premiers" (2015)  Leo Tindemans, Wilfried Martens, Mark Eyskens en Jean-Luc Dehaene zijn hierin beschreven.

Hij schonk zijn archief als kabinetschef aan KADOC-Leuven en als secretaris-generaal aan het Rijksarchief.

## Bron
- Adelbrieven 1993-2000, blz. 232-233